# Stripped (Rammstein)
Stripped è un singolo del gruppo musicale tedesco Rammstein, pubblicato il 27 luglio 1998 come unico estratto dall'album tributo For the Masses.

## Descrizione
Si tratta della reinterpretazione dell'omonimo brano dei Depeche Mode, apparsa anche nell'edizione canadese e statunitense del secondo album Sehnsucht, nonché il primo nella carriera del gruppo ad essere interamente cantato in lingua inglese.
Il ritornello differisce dalla versione originale in quanto il frontman Till Lindemann canta «Let me see you stripped» invece dell'originale «Let me see you stripped down to the bone»: come spiegato dal chitarrista Richard Kruspe, ciò era dovuto alle difficoltà di Lindemann nel cantare «down to the bone» durante le fasi di registrazione e ciò ha spinto il gruppo ad omettere quella parte.

## Video musicale
Il video, interamente girato in bianco e nero, consiste in vari filmati dai Giochi della XI Olimpiade tenuti a Berlino nel 1936. L'intenzione del gruppo era quella di replicare le immagini del video per adattarle alla loro estetica industrial, tuttavia ricevettero accuse di simpatizzare per il regime nazista in quanto i filmati provenivano da Leni Riefenstahl, simpatizzante del regime.

## Tracce
Testi e musiche di Martin Lee Gore, eccetto dove indicato.
1. Stripped – 4:25
2. Stripped (Psilonaut Mix by Johan Edlund - Tiamat) – 4:28
3. Stripped (Heavy Mental Mix by Charlie Clouser) – 5:12
4. Stripped (Tribute to Düsseldorf Mix by Charlie Clouser) – 5:10
5. Stripped (FKK Mix by Günter Schulz - KMFDM) – 4:35
6. Wollt ihr das Bett in Flammen sehen (Live Arena, Berlin '96) – 5:01 (Rammstein) – traccia multimediale

## Formazione
- Till Lindemann – voce
- Richard Kruspe – chitarra
- Paul Landers – chitarra
- Oliver Riedel – basso
- Christoph "Doom" Schneider – batteria
- Christian "Doktor Flake" Lorenz – tastiera

Produzione
- Jacob Hellner – produzione
- Rammstein – produzione
- Björn Engelmann – mastering